# Saint-Roch-Ouest
Saint-Roch-Ouest è un comune del Canada, situato nella provincia del Québec, nella regione di Lanaudière.